# كيث روبنسون (عالم بيئة)
كيث روبنسون (بالإنجليزية: Keith Robinson)‏ هو عالم بيئة أمريكي، ولد في 1941.